# Braillský řádek

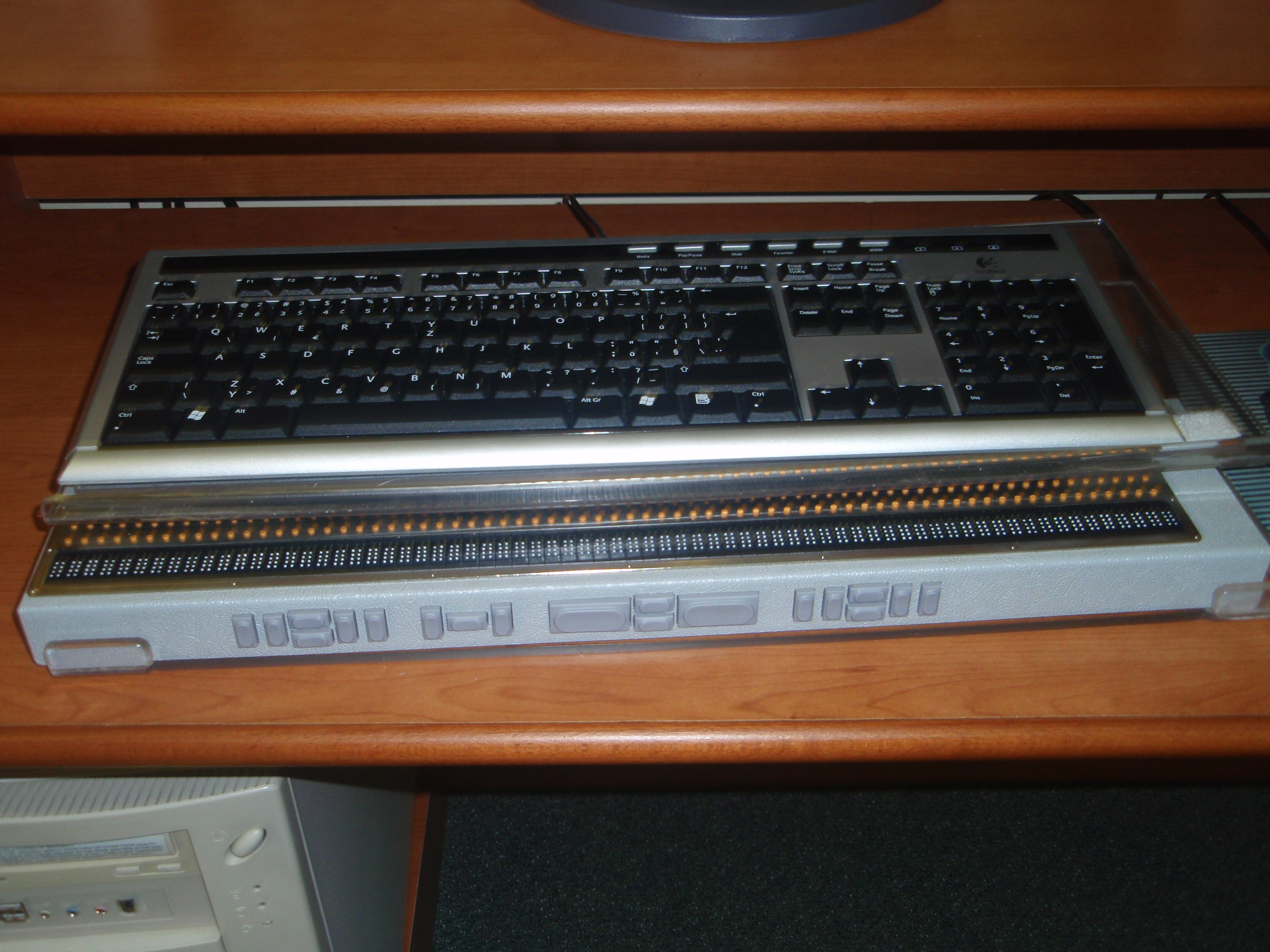
Braillský řádek tak, jak bývá většinou u počítače umístěn.

Braillský řádek (nebo též hmatový displej) patří k výstupním zařízením, která používají uživatelé pracující hmatem a sluchem (nejčastěji se jedná o nevidomé uživatele). Informace se zobrazuje pomocí Braillova bodového písma, nejčastěji se používá osmibodová varianta (aby byl jeden znak kompatibilní s jedním bajtem). Základní charakteristikou každého typu je počet znaků (nejčastěji 40 nebo 80).
Výstup na braillský řádek zajišťuje pod operačním systémem Windows běžící screen-reader, pod Linuxem nejčastěji proces brltty. Na braillském řádku se zobrazuje vždy aktuální řádek. Pozice kurzoru je oznamována k tomu určeným kmitajícím bodem na daném znaku. Většina hmatových displejů obsahuje též nad každým znakem alespoň jedno tlačítko, které slouží k simulaci poklikání myši na daném místě (čili se jedná částečně též o zařízení vstupní).
Cenová relace nových braillských řádků se pohybuje mezi 80 000 Kč a 200 000 Kč za jeden kus. Většina typů se připojuje přes USB, LPT, nebo COM, některé novější modely určené k notebookům je možné připojit technologií Bluetooth. Pomocí ovládacích kláves lze provést základní konfiguraci řádku (bez nutnosti připojení k počítači).
Výrobci braillských řádků:
- Brailletech, s.r.o.
- Spektra, vdn
- GALOP, s.r.o.
- Donat Prageu, s.r.o